# Le Soleil de Kurobe
Pour plus de détails, voir Fiche technique et Distribution.
Le Soleil de Kurobe (黒部の太陽, Kurobe no taiyō) est un film japonais réalisé par Kei Kumai et sorti en 1968.

## Synopsis
Drame relatant la construction du barrage de Kurobe, le plus grand barrage du Japon dont la construction a coûté la vie à 171 personnes.

## Fiche technique
- Titre : Le Soleil de Kurobe

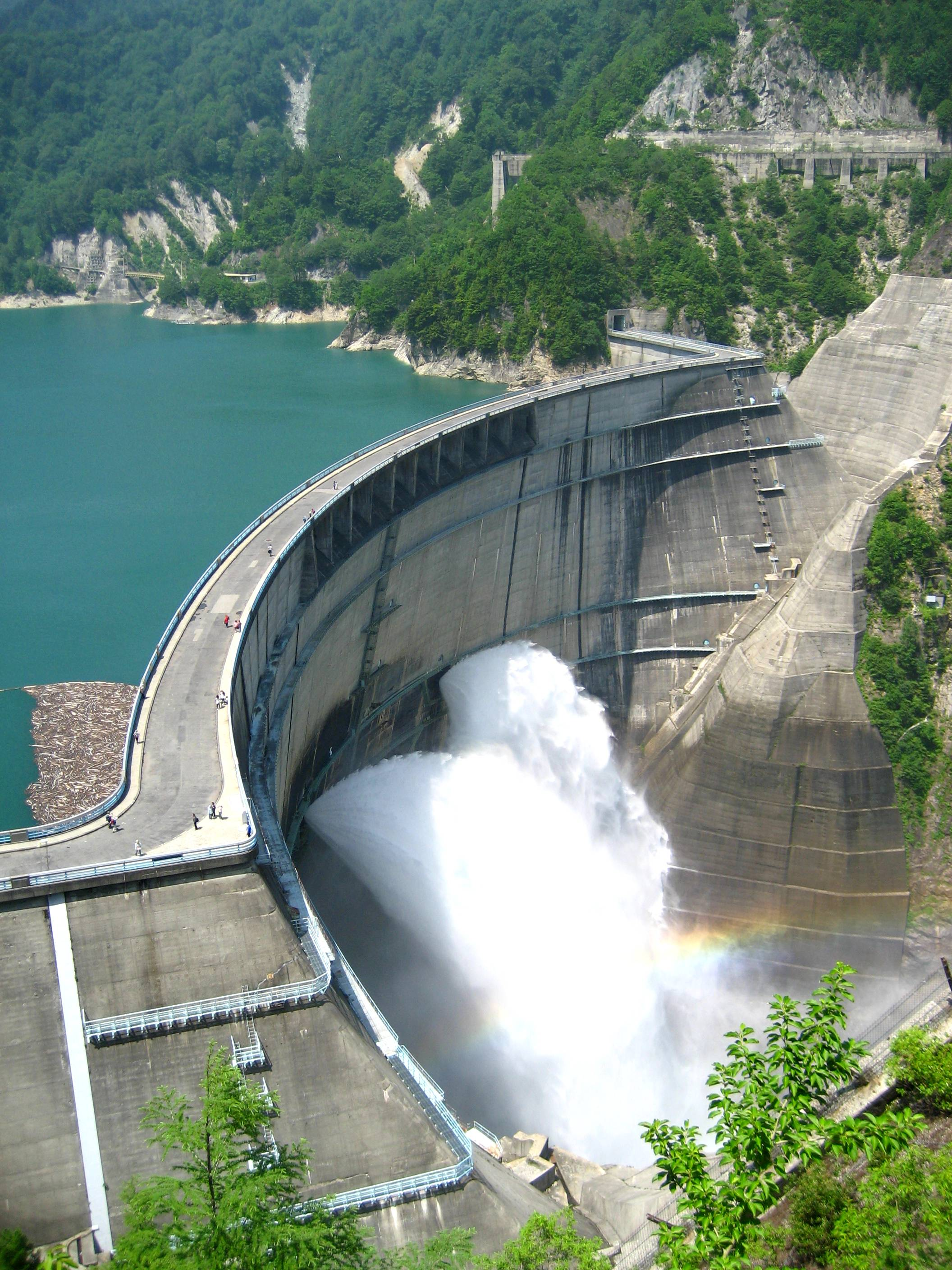
Barrage de Kurobe.

- Titre alternatif : Tunnel vers le soleil[1]
- Titre original : 黒部の太陽 (Kurobe no taiyō?)
- Titre anglais : Tunnel to the Sun[2]
- Réalisation : Kei Kumai
- Scénario : Masato Ide, Kei Kumai, d'après un roman de Shōji Kimoto (ja)[3]
- Photographie : Mitsuji Kanau
- Direction musicale : Toshirō Mayuzumi
- Production : Akira Nakai
- Sociétés de production : Ishihara Productions, Mifune Productions
- Société de distribution : Nikkatsu
- Pays d'origine : Japon
- Langue originale : Japonais
- Genre : drame
- Durée : 196 minutes[4] (métrage : 18 bobines - 5 365 m[3])
- Dates de sortie :
  - Japon : 17 février 1968[3],[4]
  - États-Unis : 2 octobre 1968[2]

## Distribution
- Yūjirō Ishihara : Iwaoka
- Toshirō Mifune : Kitagawa
- Takashi Shimura : Ashimura
- Osamu Takizawa : Otagaki
- Shūji Sano : Hirata
- Akira Terao : Ken'ichi

## Accueil
Le Soleil de Kurobe fut proposé à la 41e cérémonie des Oscars pour l'Oscar du meilleur film en langue étrangère, mais il ne fut pas nommé.

## Adaptation
Fuji TV a produit une adaptation télévisée en 2009. Dans cette nouvelle version, le rôle principal (tenu par Yūjirō Ishihara à l'époque) est tenu par Shingo Katori, idole et membre du boys band SMAP, et avec à ses côtés l'actrice Kaoru Kobayashi.

## Récompenses
- Prix Kinema Junpō du meilleur acteur pour Toshirō Mifune[7].